# Eucereon marmoratum
Eucereon marmoratum là một loài bướm đêm thuộc phân họ Arctiinae, họ Erebidae.